# Otto Mayer

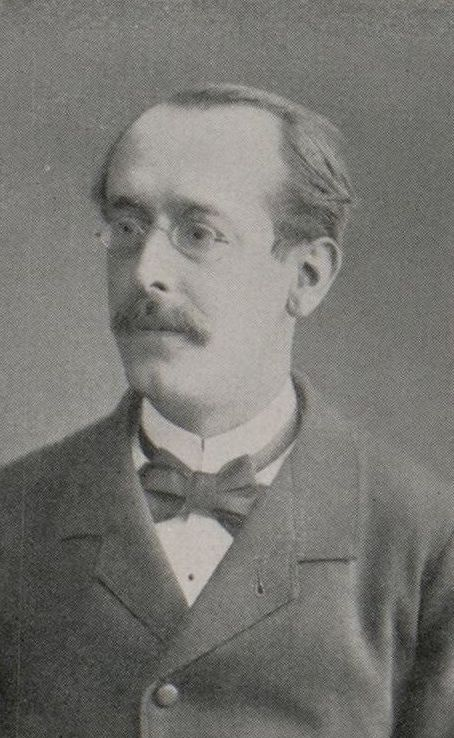
Otto Mayer - Fürth (Alemania) 1846 - Hilpertsau (Alemania) 1924 -

Otto Mayer (Fürth, 29 de marzo de 1846 - Hilpertsau, 8 de agosto de 1924) fue un jurista alemán especializado en estudios de Derecho canónico y Derecho administrativo.
Es considerado una de las tres principales figuras del Derecho administrativo alemán junto a Otto Bachof y Hartmut Maurer